# Gardens' Bulletin, Straits Settlements
Gardens' Bulletin, Straits Settlements (abreviado Gard. Bull. Straits Settlem.) es una revista con ilustraciones y descripciones botánicas que es editada en Singapur) en tres series desde 1891 hasta ahora.

## Publicación
- Serie nº 1, Vols. 1-9, 1891-1900;
- Serie nº 2  vols. 1-10, 1901-1911;
- Serie nº 3, vol. 1+, 1912+